# 高桑満
高桑 満（たかくわ みつる、1950年7月7日 - ）は、日本の俳優、声優。愛知県一宮市出身。

## 来歴
愛知県立一宮西高等学校卒業。以前は東宝芸能アカデミー、青山杉作記念俳優養成所、劇団四季に所属していた。
現在はプロダクション・タンク所属。
2013年より、伊井篤史に代わり『サザエさん』の裏のおじいちゃんや中島くんのおじいちゃんなどを引き継いでいる。

## 人物
特技・資格はジャズダンス、中型自動車免許。

## 出演（俳優）

### テレビドラマ
- 相棒 Season5 最終話スペシャル「サザンカの咲く頃」（2007年3月14日、テレビ朝日）
- 生徒諸君!教師編 第9話（2007年6月15日、テレビ朝日）
- 土曜ワイド劇場 警視庁電話指導官〜深川真理子の事件簿（2008年6月7日、テレビ朝日） - 内山宏
- パンドラ（2008年4月-5月、WOWOW） - 大学病院部長
- 東京DOGS 第4話（2009年11月9日、フジテレビ）
- インディゴの夜 第48話「画家の告白」（2010年3月12日、フジテレビ）
- フジテレビ開局50周年特別企画 わが家の歴史（2010年4月9日、フジテレビ）
- 東京リトル・ラブ（2010年、フジテレビ）
- ギルティ 悪魔と契約した女 第5話「真犯人に天罰下る!」（2010年11月9日、フジテレビ）
- 幸せになろうよ 第1話（2011年4月18日、フジテレビ） - 結婚式の出席者
- 花ざかりの君たちへ〜イケメン☆パラダイス〜2011 最終話（2011年9月18日、フジテレビ）
- リーガル・ハイ 第1話（2012年4月17日、フジテレビ）
- 医療捜査官 財前一二三（2012年8月3日、フジテレビ）
- 金曜ドラマ 夜行観覧車 第6話（2013年2月22日、TBS）
- 味いちもんめ スペシャル（2013年5月11日、テレビ朝日）
- 水曜ドラマ Woman 第6話（2013年8月7日、日本テレビ）
- 水木しげるのゲゲゲの怪談（2013年8月31日、フジテレビ）
- 新春ドラマスペシャル DOCTORS 最強の名医 2015（2015年1月4日、テレビ朝日） - 小林勉
- しんがり 山一證券 最後の聖戦（2015年9月20日 - 10月25日、WOWOW） - 佐々木啓次
- 日曜ドラマ ワイルド・ヒーローズ 第2話（2015年4月26日、日本テレビ）
- NHKスペシャル シリーズ「原発メルトダウン 危機の88時間」（2016年3月13日、NHK）
- 早子先生、結婚するって本当ですか? 第1話（2016年4月21日、フジテレビ）
- 民王番外編 秘書貝原と6人の怪しい客（2016年4月23日 - 、ビデオパス・テレ朝動画）
- グッドパートナー 無敵の弁護士 第4話｢ぶっ壊す!因縁の親子バトル!!｣ （2016年5月12日、テレビ朝日） - 田所清一
- グ・ラ・メ!〜総理の料理番〜 第5話（2016年8月19日、テレビ朝日）
- キャリア〜掟破りの警察署長〜 第8話「隠された驚愕の真実!!」（2016年11月27日、フジテレビ） - オレオレ詐欺の被害者
- コールドケース 〜真実の扉〜 Season1 第9話「約束」（2016年12月17日、WOWOW） - 刑事
- 楽園（2017年、WOWOW）
- スリル!〜赤の章・黒の章〜（2017年、NHK）
- リバース 第2話 （2017年4月21日、TBS）
- 緊急取調室 第2話（2017年4月27日、テレビ朝日） - 入院患者・高木 直明
- 金曜ナイトドラマ 女囚セブン 第8話（2017年6月9日、テレビ朝日）
- 黒革の手帖 第6話（2017年8月24日、テレビ朝日）
- アンナチュラル 第4話（2018年2月2日、TBS）
- BG〜身辺警護人〜 第1章 第7話（2018年3月1日、テレビ朝日）
- おっさんずラブ Season1 第2話（2018年4月28日、テレビ朝日）
- 中学聖日記 第10話（2018年12月11日、TBS）
- 西荻窪 三ツ星洋酒堂　第3話・第4話・第6話（2021年2月11日、3月5・19日、毎日放送） - 雨宮家の運転手 役
- プロミス・シンデレラ　第8話（2021年8月31日、TBS）
- ファイトソング 第9話（2022年3月8日、TBS） - 「サンシャイン・クリーニング」の客 役
- 記憶捜査〜新宿東署事件ファイル〜 第3シリーズ（2022年） - 阿武隈哲 役
- 令和の三英傑!（2024年12月11日、中京テレビ） - 織田信定 役

### 映画
- 今日、恋をはじめます（2012年）
- 3月のライオン（2017年） - 声の出演

### オリジナルビデオ
- 仮面ライダーマッハ（2016年）

### ウェブドラマ
- 令和の三英傑～恋する末裔たち（2025年1月8日〈予定〉、TVer・YouTube）[4]

### 舞台
- ウエストサイド物語
- オペラ座の怪人
- キャッツ
- コーラスライン
- ジーザスクライスト=スーパースター
- 美女と野獣
- わが青春の北壁

## 出演（声優）

### テレビアニメ
2008年
- ゴルゴ13（院長）

2009年
- こんにちは アン 〜Before Green Gables（馬車の人）
- サザエさん（2009年 - 、裏のおじいちゃん〈3代目〉、中島の祖父〈3代目〉、岡島〈3代目〉、八百清 他）
- 涼宮ハルヒの憂鬱 (2009年版)（お面屋のおじさん）
- スティッチ!〜いたずらエイリアンの大冒険〜（プリークリーのパパ）
- とある魔術の禁書目録（番頭）

2010年
- COBRA THE ANIMATION（オーガス）
- MR.MENショー（キチョウメンくん）
- 名探偵コナン（2010年 - 2024年、作業員、警備員、大場国太郎、笹野秀人、富井欣作、下田〈夫〉、山形寿男）

2013年
- NARUTO -ナルト- 疾風伝（中覚）

2016年
- くまみこ（係長）
- パズドラクロス（市長）

2017年
- 夏目友人帳 陸（神主）

2018年
- ルパン三世 PART5（上司A、ICPO上司）
- ちびまる子ちゃん（老人）

2021年
- ルパン三世 PART6（フォークナー）

2024年
- わんだふるぷりきゅあ!（2024年 - 2025年、馬場園先生）

2025年
- ふしぎ駄菓子屋 銭天堂（近所の男性）

### 劇場アニメ
- 名探偵コナン 沈黙の15分（2011年、木崎仙太郎）
- ルパン三世 THE FIRST（2019年、ヒトラー）

### OVA
- NARUTO -ナルト- THE CROSS ROADS（2009年、ゲンマイ）

### Webアニメ
- センリツのルシファー ただひとつの始まりの歌（2017年、マスター）
- モンソニ! ダルタニャンのアイドル宣言（2017年、マスター）

### ゲーム
- BLUE PROTOCOL[8]（2023年）

### BLCD
- こんな男は愛される（梶政嘉）
- ただ一人の男（宮川）

### 吹き替え

#### 担当俳優
スタン・リー
- ヴェノム（犬の飼い主）
- ジェイ&サイレント・ボブ リブートを阻止せよ!（本人）
- スパイダーマン:スパイダーバース（本人）
- マーベル・シネマティック・ユニバース
  - アベンジャーズ/エイジ・オブ・ウルトロン（退役軍人の老人）
  - エージェント・カーター シーズン1 #4（ベンチの男）
  - ドクター・ストレンジ（本人）
  - ガーディアンズ・オブ・ギャラクシー:リミックス（ウォッチャー）
  - スパイダーマン:ホームカミング（ゲーリー）
  - マイティ・ソー バトルロイヤル（理髪師）
  - ブラックパンサー（ギャンブラー）
  - アベンジャーズ/インフィニティ・ウォー（スクールバスの運転手）
  - アントマン&ワスプ（縮小した車の男）
  - キャプテン・マーベル（電車内の乗客）
  - アベンジャーズ/エンドゲーム（運転手）

- ベイマックス ザ・シリーズ（フレッドの父）

#### 映画（吹き替え）
- いのちの戦場 -アルジェリア1959-（捕虜〈モハメッド・フラッグ〉）
- インフェルノ（セキュリティー・ディレクター〈シモーヌ・マリアーニ〉）
- ウォーロード/男たちの誓い（ディー大臣〈顧宝明〉）
- エスパー
- エクトプラズム 怨霊の棲む家（エイクマン〈ジョン・ブリュートナー〉）
- 王妃の紋章
- 紀元1年が、こんなんだったら!?（アブラハム〈ハンク・アザリア〉）
- グリーンブック（ロスクード〈ジョー・コーテス〉[19]）
- グレイス&フランキー（ソル・バーグスタイン〈サム・ウォーターストン〉）
- ザ・ムーン（アラン・ビーン）
- しあわせはどこにある（コアマン教授〈クリストファー・プラマー〉）
- ショック・ウェーブ（ジャック〈ジョシュア・コックス〉）
- ストライキング・レンジ
- スパイダーマン3
- 007 慰めの報酬 ※ソフト版
- ディア マイ ファーザー（トム・リトル〈テリー・ノリス〉）
- ドレスデン、運命の日
- バーバーショップ3（ダンテ〈ディオン・コール〉）
- バレンタインデー（エドガー・パディントン〈ヘクター・エリゾンド〉）
- ブーリン家の姉妹
- フットルース 夢に向かって
- ブラックアダム（アルおじさん〈ヘンリー・ウィンクラー〉[20]）
- ベルベット・スパイダー（ラージ・ビルズ〈トム・サイズモア〉）
- ベルヒカ（フェレ〈ステファン・デ・ウィンター〉）
- 望郷（マキシム〈シャルル・グランヴァル〉）※PDDVD版
- マーベル・シネマティック・ユニバース
  - アントマン&ワスプ:クアントマニア（ルービン〈ルーベン・ラバサ〉[21]）
  - スパイダーマン:ノー・ウェイ・ホーム（ウィルソン先生[22]）
  - ファンタスティック4:ファースト・ステップ（テッド・ギルバート〈マーク・ゲイティス〉[23]）
- ミレニアム ドラゴン・タトゥーの女
- メモリー・キーパーの娘
- レディ・バード（ラリー・マクファーソン〈トレイシー・レッツ〉）
- レッドクリフ（黄蓋）

#### ドラマ
- iCarly
- アグリー・ベティ2（タネン〈カート・フラー〉）
- ER緊急救命室 シーズン13 #22（レン・ウェストン〈ジョン・C・モスコフ〉）
- イ・サン
- WITHOUT A TRACE/FBI 失踪者を追え!
- NCIS 〜ネイビー犯罪捜査班 シーズン2（フミラー・トムソン保安官）※DVD版
- エージェント・カーター シーズン2（ヴァーノン・マスターズ〈カートウッド・スミス〉）
- エデンの東
- NCIS:LA 〜極秘潜入捜査班 シーズン2（ブランストン・コール / バーンストムコール〈レイモンド・J・バリー〉）
- 王女の男
- GIRLS/ガールズ4（ライス博士〈ボブ・バラバン〉）
- ギルモア・ガールズ
- 救命医ハンク7 セレブ診療ファイル
- グッド・ワイフ（ハーヴェイ・ウィンター判事〈ピーター・リーガート〉）
- クリミナル・マインド FBI行動分析課（マーク・ドーラン）
- クリミナル・マインド8 FBI行動分析課（アンドレ）
- クリミナル・マインド11 FBI行動分析課
- クリミナル・マインド 特命捜査班レッドセル（サイクス刑事、ジョージ・スプルール校長）
- グレイス&フランキー（ソル〈サム・ウォーターストン〉）
- コウラン伝 始皇帝の母（李赫〈シェン・バオピン〉[24]）
- SHERLOCK（シャーロック）2
- スターゲイト アトランティス（エルドレッド）
- 善徳女王
- チャームド 〜魔女3姉妹〜
- 朱蒙（ワン・ソムン〈スン・ドンウン〉）
- 24 -TWENTY FOUR- ファイナルシーズン
- ナイトライダー NEXT（ロレンス博士〈マット・リーディー〉）
- NUMBERS 天才数学者の事件ファイル シーズン1 #4
- HAWAII FIVE-0（トラヴィス・ローン）
- HAWAII FIVE-0 シーズン2（ヘンリー〈デヴィッド・ファーマー〉）
- プッシング・デイジー 〜恋するパイメーカー〜
- プライベート・プラクティス 迷えるオトナたち（シェルダン・ウォレス〈ブライアン・ベンベン〉）
- ブラザーズ&シスターズ
- フラッシュフォワード（ジョン・スピアーズ）
- プリズン・ブレイク
- 弁護士イーライのふしぎな日常（マーティン・ポーズナー〈トム・アマンデス〉）
- ボードウォーク・エンパイア 欲望の街
- ボディ・オブ・プルーフ2 死体の証言（ヘンリー・ペドローニ〈ロバート・ピカード〉）
- ホテル・バビロン
- ボルジア家 愛と欲望の教皇一族
- 名探偵モンク6
- THE MENTALIST メンタリストの捜査ファイル4（グレッグ・リラン〈ジョー・スパーノ〉）
- THE MENTALIST メンタリストの捜査ファイル6（アウレリオ〈トニー・アメンドーラ〉）
- ユーリカ 〜事件です!カーター保安官〜
- 楽園
- 宮 -Love in Palace-（コン内官〈イ・ホジェ〉）
- LAW & ORDER（ジョー・フォンタナ〈デニス・ファリーナ〉）

#### アニメ
- デルゴ
- 冬のソナタ（キム・ジヌ）
- マダガスカル2

### ラジオドラマ
- NHK-FM FMシアター「命の汽笛」（2013年）

### ボイスオーバー
- 現代の驚異シリーズ（ヒストリーチャンネル）
- 世紀の戦車対決（ディスカバリーチャンネル）
- 地球ドラマチック（NHK教育）　
  - 「巨大竜巻を追え! 〜警報システム最前線〜」（2012年）
  - 「ナスカ 地上絵のミステリー」（2018年）
- NHKスペシャル ドラマ 東京裁判（2016年、NHK教育）
- BS世界のドキュメンタリー（NHK-BS1）

### その他コンテンツ
- ABUアジア子どもドラマシリーズ2017（NHK教育）
- AKB48『恋するフォーチュンクッキー』のMV内でのタクシーの運転手